# Metrojet
Metrojet, in precedenza Kolavia e già Kogalymavia (in russo Авиакомпания Когалымавиа?), era una compagnia aerea charter russa con sede presso l'Aeroporto di Surgut, nell'oblast' di Tjumen' e base tecnica all'aeroporto di Kogalym. A seguito dell'incidente del volo Metrojet 9268, la compagnia ha sospeso tutte le operazioni di volo in data 31 ottobre 2015.

## Storia
L'azienda fu fondata nel 1993 come Kogalymavia, dal nome della città nell'oblast' di Tjumen' dove la compagnia aerea ha la sede principale, per mutare in seguito la ragione sociale in Kolavia. Al fine di istruire il proprio personale, la compagnia stipulò un accordo di collaborazione con l'austriaca Austrian Airlines, ricevendone gli istruttori presso i propri centri per un periodo di formazione e affiancamento.
I primi voli di linea sono stati inaugurati tra le principali città della Russia e i due 2 hub della Kolavia,  Surgut e Kogalym. Dopo la modernizzazione della flotta e l'adeguamento agli standard richiesti dall'Organizzazione Internazionale dell'Aviazione Civile (ICAO) con l'acquisizione dei sistemi TCAS-II, la Kolavia ha intrapreso rapporti di collaborazione con agenzie turistiche russe di Mosca, Ekaterinburg e Tjumen' per operare sul mercato dei voli charter.
Il 14 dicembre 2012 la Corte Arbitrale di Mosca ha accolto l'istanza di bancarotta della compagnia aerea  presentata da parte del Circondario Autonomo degli Chanty-Mansi-Jugra.

## Attività
La compagnia aerea operava su voli di linea nazionali e voli charter (anche charter VIP) nazionali ed internazionali, fornendo inoltre un servizio di trasporto per persone disabili e bambini orfani, effettuando un servizio di posta aerea espresso tra le principali località della Russia e fornendo supporto in interventi d'emergenza in collaborazione con i vigili del fuoco e con la Protezione Civile della Russia con servizi di aeroambulanza.

## Flotta storica

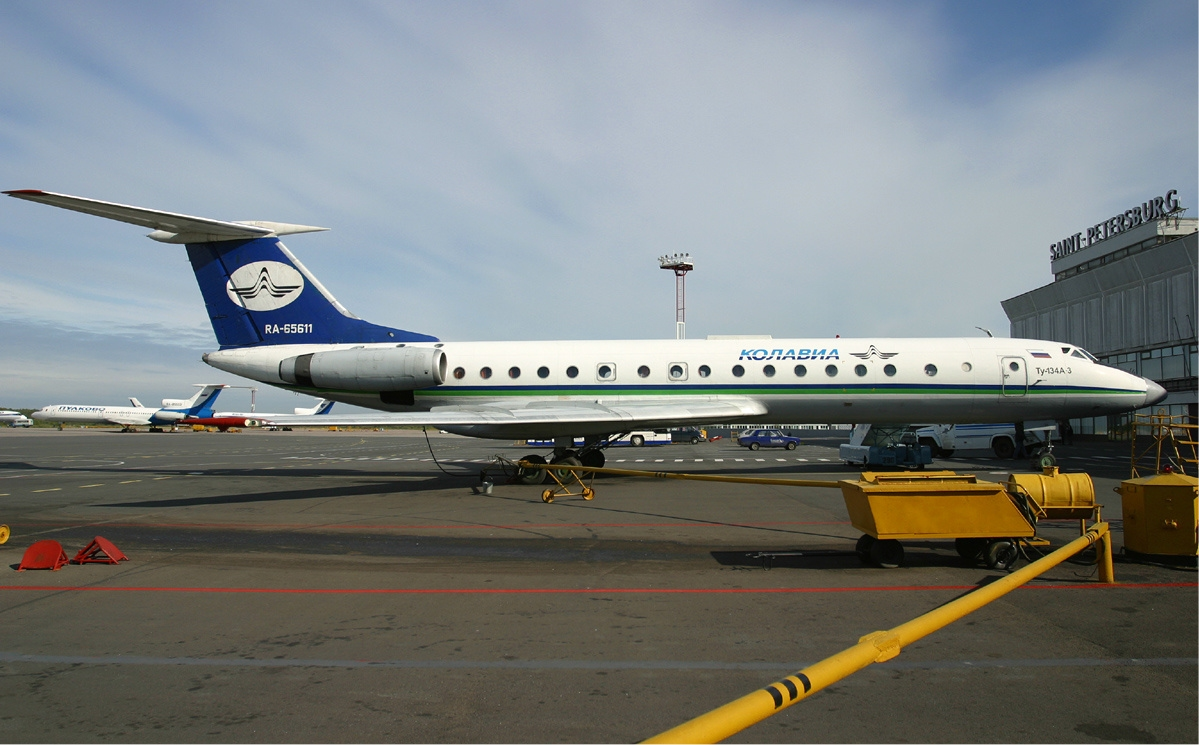
Tupolev Tu-134 della Kolavia

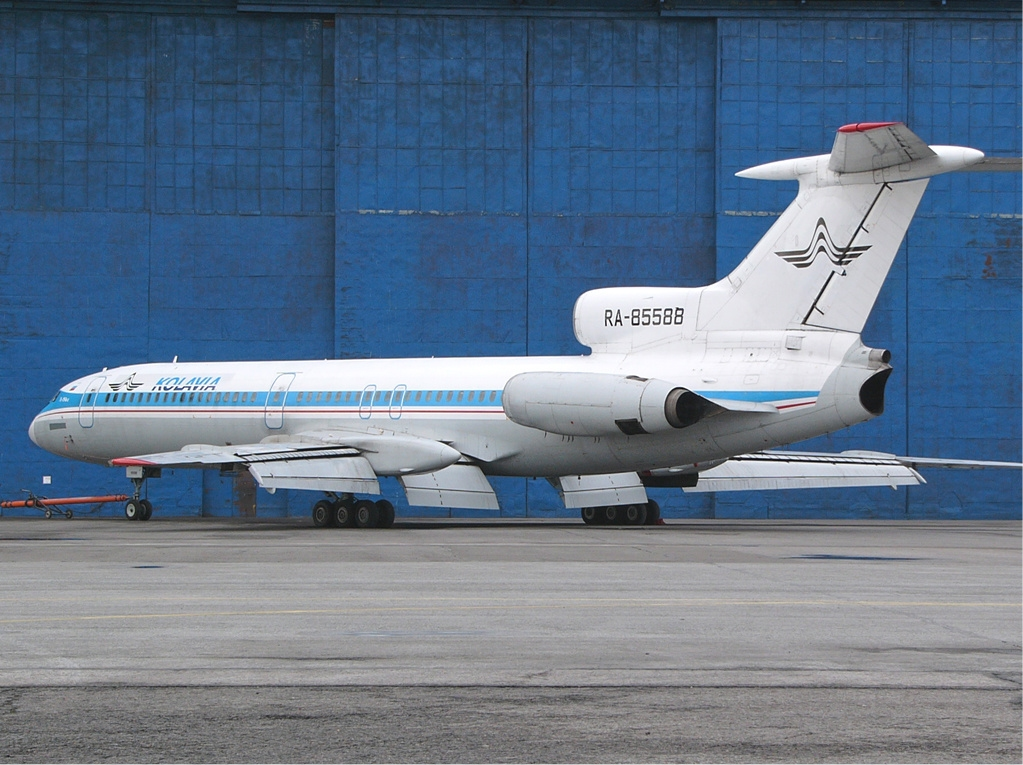
Tupolev Tu-154B-2 nella livrea storica della Kolavia.

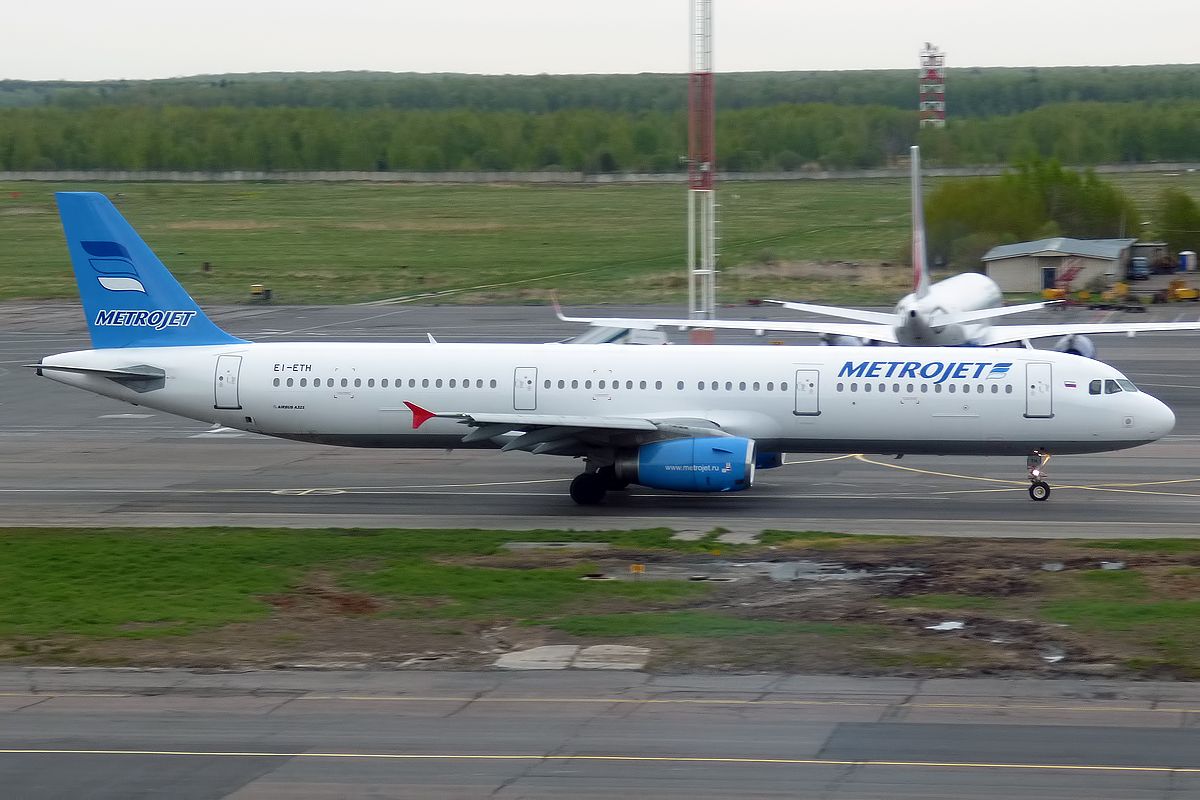
Airbus A321-200 nella livrea di Metrojet

Corto raggio
- Canadair Challenger 850
- Tupolev Tu-134A/A-3

Medio raggio
- Airbus A321
- Tupolev Tu-154B-2/M

Elicotteri
- Bell 430
- Mil Mi-8AMT/T/MTV-1
- Eurocopter AS355N Écureuil 2

## Incidenti
Il 20 aprile 2007 alle 08:46 (ora locale di Mosca) un trimotore passeggeri Tupolev Tu-154 della Kolavia che operava il volo di linea nazionale 353 tra l'Kogalym e l'Ufa, uscì dalla pista durante l'atterraggio con a bordo 160 passeggeri e 8 membri d'equipaggio. La Protezione Civile della Russia comunicò che gli occupanti del velivolo ne uscirono indenni.
Il 1º gennaio 2011 alle 15:00 (ora locale) un aereo Tupolev Tu-154B-2 (RA-85588) della Kolavia che operava il volo di linea nazionale Surgut, Russia - Mosca-Domodedovo, Russia con 116 passeggeri e 8 membri dell'equipaggio a bordo, ha preso fuoco durante la fase di rullaggio nell'aeroporto di partenza, a nordest degli Urali. L'incendio provocato da cause non accertate ha causato la morte di 3 passeggeri e 43 persone sono rimaste ferite durante l'evacuazione dall'aereo. In seguito all'incidente la Commissione di Vigilanza sul Trasporto della Federazione Russa ha sospeso tutti i voli di linea e charter con gli aerei Tupolev Tu-154B-2 in servizio nelle compagnie aeree russe: 223mo Distaccamento Aereo, UHCAS, Aero Rent Airlines, Kolavia, Orenair, Kavminvodyavia (KMVavia), Continent Aircompany. Le compagnie aeree sono state obbligate ad effettuare il controllo della documentazione tecnica di loro velivoli di questo tipo effettuando la manutenzione straordinaria di aggregati dei velivoli con l'obbligo di sottoporre gli esiti della manutenzione e la documentazione sulle risorse di volo dei velivoli del tipo Tupolev Tu-154B-2 alla Commissione di Vigilanza sul Trasporto per il rinnovo del permesso di operare i voli di linea e charter per ogni singolo aereo.
Il 29 aprile 2011 alle 13:55 (ora locale di Mosca) un aereo Tupolev Tu-154M della Kolavia che operava il volo di linea nazionale Mineral'nye Vody, Russia - Surgut, Russia ha effettuato l'atterraggio d'emergenza all'aeroporto di partenza con 112 passeggeri a bordo in seguito all'incendio del propulsore sinistro del velivolo in fase di decollo. Nessuno a bordo del velivolo ha subito danni.
Il 31 ottobre 2015, alle ore 7:45 (ora italiana), 23 minuti dopo il decollo dall'Aeroporto Internazionale di Sharm el-Sheikh, il volo Metrojet 9268 destinato all'Aeroporto di San Pietroburgo-Pulkovo precipita al suolo in Egitto sulla penisola del Sinai. L'aereo, un Airbus A321-231 (registrato come EI-ETJ), aveva a bordo 217 passeggeri e 7 membri dell'equipaggio, tutti deceduti.